# Chaetophorales
Ordre
L’ordre des Chaetophorales est un ordre d'algues vertes de la classe des Chlorophyceae. 

## Liste des familles
Selon AlgaeBase (2 mai 2013) et World Register of Marine Species (2 mai 2013) :
- famille des Aphanochaetaceae Oltmanns
- famille des Chaetophoraceae Greville
- famille des Schizomeridaceae G.M.Smith

Selon ITIS (2 mai 2013) :
- famille des Chaetophoraceae
- famille des Helicodictyaceae

Selon NCBI (2 mai 2013) :
- famille des Aphanochaetaceae
- famille des Chaetophoraceae
- famille des Schizomeridaceae
- non-classé Chaetophorales incertae sedis